# Theridion albostriatum
Theridion albostriatum är en spindelart som först beskrevs av Ludwig Carl Christian Koch 1867.  Theridion albostriatum ingår i släktet Theridion och familjen klotspindlar. Inga underarter finns listade i Catalogue of Life.